# 734
734 (DCCXXXIV) je bilo navadno leto, ki se je po julijanskem koledarju začelo na petek.

## Dogodki
- 1. januar

## Smrti
- 25. november - Bilge kagan, četrti kagan Drugega turškega kaganata (* 683)